# Panteão dos Duques de Bragança
O Panteão dos Duques de Bragança localiza-se na Igreja do Convento dos Agostinhos, em Vila Viçosa, em Portugal.
O Convento foi fundado em 1267 enquanto Mosteiro de Santo Agostinho, pertencente à Ordem dos Eremitas Calçados, no reinado de D. Afonso III, tendo sido a primeira casa de religiosos a ser instituída em Vila Viçosa. O templo monacal foi dedicado a Nossa Senhora da Graça. 
Posteriormente à doação régia de Vila Viçosa à Casa de Bragança, a comunidade agostinha foi favorecida pelos Duques de Bragança. D. Jaime I, 4º Duque de Bragança, procedeu a obras de ampliação do Paço Ducal e determinou que o Convento dos Agostinhos fosse alterado para albergar o Panteão dos Duques de Bragança. As obras prolongaram-se até ao 8º Duque D. João II de Bragança e futuro rei de Portugal como D. João IV, em 1635.
Enquanto componente do Convento dos Agostinhos, o Panteão dos Duques de Bragança encontra-se classificado como Monumento Nacional desde 1944.
O Panteão das Duquesas de Bragança encontra-se igualmente localizado em Vila Viçosa, no Convento das Chagas de Cristo, perto do Panteão dos Duques.

## Sepultamentos no Panteão
- D. Leonor de Meneses (1430-1452);
- D. Afonso I, Duque de Bragança (1377-1461);
- D. Fernando I, Duque de Bragança (1403-1478);
- D. Fernando II, Duque de Bragança (1430-1483);
- D. Jaime I, Duque de Bragança (1479-1532);
- D. Teodósio I, Duque de Bragança (1505-1563);
- D. Maria de Bragança (1573-1573), filha de D. João I;
- D. João I, Duque de Bragança (1543-1583);
- D. Alexandre de Bragança, Arcebispo de Évora (1570-1608);
- D. Filipe de Bragança (1581-1608), filho de D. João I;
- D. Duarte de Bragança, Marquês de Frechilla (1569-1627);
- D. Teodósio II, Duque de Bragança (1568-1630);
- D. Alexandre (1607-1637), filho de D. Teodósio II;
- D. Manuel de Bragança (1640-1640);
- Cenotáfio de D. Duarte de Bragança, senhor de Vila do Conde (1605-1649), que ficou sepultado na igreja do Castello Sforzesco;
- Duarte Nuno de Bragança (1907-1976)